# Blastula

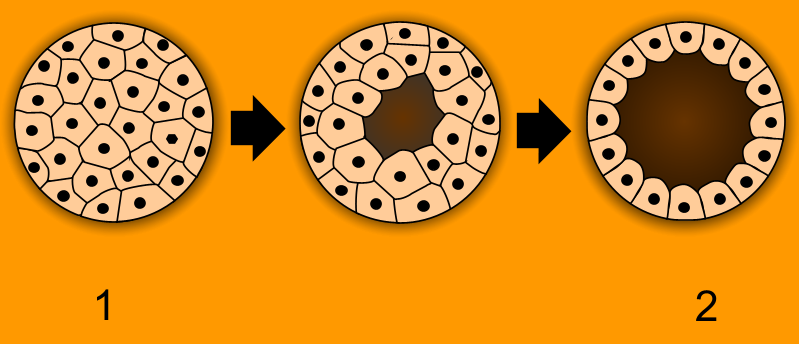
Blastulace: 1 – morula, 2 – vzniká blastocoel, 3 – konečná podoba blastuly

Blastula je rané embryonální stadium, ve kterém má zárodek kulovitý tvar a uvnitř obsahuje dutinu, blastocoel. V klasickém schématu embryonálního vývoje vzniká v procesu blastulace (blastogeneze) z moruly, což je plná koule. Blastula je typická tím, že v ní začíná docházet k první regulaci buněčného dělení a také začíná vlastní transkripce, díky čemuž může docházet k diferenciaci buněk. Z blastuly v další fázi vývoje vzniká gastrula.
Od blastuly je nutné odlišovat blastocystu, což je pojem označující podobné stadium, avšak pouze u savců.

## Druhy blastuly
Podoba blastuly závisí na typu rýhování, jimž dělící se zárodek procházel. V některých případech dokonce blastula vůbec nemusí mít zřetelný blastocoel (je plná). Rozlišuje se:
- coeloblastula – dutá, vzniklá radiálním rýhováním
- stereoblastula – plná, vzniklá spirálním rýhováním
- discoblastula – plná, při neúplném rýhování
- periblastula – rýhuje se jen povrch blastuly, uvnitř je žloutek